# Cantone di Fère-en-Tardenois
Il Cantone di Fère-en-Tardenois è una divisione amministrativa dell'arrondissement di Château-Thierry con capoluogo Fère-en-Tardenois.
A seguito della riforma approvata con decreto del 21 febbraio 2014, che ha avuto attuazione dopo le elezioni dipartimentali del 2015, è passato da 23 a 84 comuni.

## Composizione
I 23 comuni facenti parte prima della riforma del 2014 erano:
- Beuvardes
- Brécy
- Bruyères-sur-Fère
- Le Charmel
- Cierges
- Coincy
- Coulonges-Cohan
- Courmont
- Dravegny
- Fère-en-Tardenois
- Fresnes-en-Tardenois
- Goussancourt
- Loupeigne
- Mareuil-en-Dôle
- Nanteuil-Notre-Dame
- Ronchères
- Saponay
- Seringes-et-Nesles
- Sergy
- Vézilly
- Villeneuve-sur-Fère
- Villers-Agron-Aiguizy
- Villers-sur-Fère

Dal 2015 i comuni appartenenti al cantone sono i seguenti 84:
- Aizy-Jouy
- Allemant
- Augy
- Bazoches-sur-Vesles
- Beuvardes
- Blanzy-lès-Fismes
- Braine
- Braye
- Brenelle
- Bruyères-sur-Fère
- Bruys
- Bucy-le-Long
- Celles-sur-Aisne
- Cerseuil
- Le Charmel
- Chassemy
- Chavignon
- Chavonne
- Chéry-Chartreuve
- Chivres-Val
- Cierges
- Ciry-Salsogne
- Clamecy
- Condé-sur-Aisne
- Coulonges-Cohan
- Courcelles-sur-Vesle
- Couvrelles
- Courmont
- Cys-la-Commune
- Dhuizel
- Dravegny
- Fère-en-Tardenois
- Fresnes-en-Tardenois
- Filain
- Glennes
- Goussancourt
- Jouaignes
- Laffaux
- Lesges
- Lhuys
- Limé
- Longueval-Barbonval
- Loupeigne
- Mareuil-en-Dôle
- Margival
- Merval
- Missy-sur-Aisne
- Monampteuil
- Mont-Notre-Dame
- Mont-Saint-Martin
- Nanteuil-la-Fosse
- Nanteuil-Notre-Dame
- Neuville-sur-Margival
- Ostel
- Paars
- Pargny-Filain
- Perles
- Pont-Arcy
- Presles-et-Boves
- Quincy-sous-le-Mont
- Révillon
- Ronchères
- Saint-Mard
- Saint-Thibaut
- Sancy-les-Cheminots
- Saponay
- Sergy
- Seringes-et-Nesles
- Serval
- Soupir
- Tannières
- Terny-Sorny
- Vailly-sur-Aisne
- Vasseny
- Vaudesson
- Vauxcéré
- Vauxtin
- Vézilly
- Viel-Arcy
- Villers-Agron-Aiguizy
- Villers-en-Prayères
- Villers-sur-Fère
- Ville-Savoye
- Vuillery